# Notas al pie de Gaza
Notas al pie de Gaza (Footnotes in Gaza, en su original en inglés) es una novela gráfica periodística de Joe Sacco sobre los sangrientos incidentes entre israelíes y palestinos en Gaza durante la Crisis de Suez. 
Fue publicada en 2009 por Henry Holt and Company en Estados Unidos y Jonathan Cape en el Reino Unido. En España lo publicó Reservoir Books, perteneciente al grupo editorial Penguin Random House.
El libro describe la búsqueda del autor para llegar al fondo de lo que ocurrió en Jan Yunis y en Rafah, Gaza, en noviembre de 1956.  Según cifras de las Naciones Unidas citadas en el libro, las fuerzas israelíes mataron a 275 palestinos en Jan Yunis el 3 de noviembre de 1956 y a 111 en Rafah el 12 de noviembre de 1956.
Sacco basa su libro en conversaciones con palestinos en Rafah y la vecina ciudad de Jan Younis, y entrelaza los acontecimientos de 1956 con los acontecimientos en Rafah en el momento de las entrevistas: la demolición de casas, la muerte de Rachel Corrie y las reacciones al estallido de la guerra de Irak.

## Recepción crítica
El libro recibió una calificación del 91% en The Lit Review, basada en quince reseñas de críticos, con un consenso general: «Cautivador… abrumador… asombroso… honesto… sincero… increíble… magnífico… su mejor obra hasta la fecha… ¿Necesito decir más? Uno de los libros que Oprah recomienda seguir (enero de 2010)». 
La reseña del libro del The New York Times cita: «Los brillantes y desgarradores libros de reportajes de guerra de Joe Sacco son un territorio potente... Muestra lo crucial que es para nuestras vidas que un libro puede contener».  Rachel Cooke lo calificó de «verdaderamente único» al «combinar la historia oral, las memorias y el reportaje con caricaturas de una manera que, cuando él empezó, la mayoría de la gente —incluido él mismo, a veces— consideraba completamente absurda».
Publishers Weekly escribió: «Tras consolidarse como el periodista de cómics más importante del mundo, Sacco ahora se postula con firmeza para ser considerado uno de los mejores periodistas del mundo, y punto. Su nueva iniciativa es una vigorizante búsqueda para descubrir la verdad sobre lo ocurrido en dos pueblos de la Franja de Gaza en 1956... El arte de Sacco es a la vez épico e íntimo, pero son sus entrevistas, rigurosas y desgarradoras, las que hacen de este libro una obra periodística invaluable y desgarradora».

## Premios
- Finalista de novela gráfica del Premio del Libro Los Angeles Times 2009 [14]
- Premio del Libro Ridenhour 2010[cita requerida]
- Premio Eisner 2010 al mejor escritor/artista de no ficción[cita requerida]
- Premio Worldview del Festival Internacional de Cómics de Angulema 2011 ("Premio Respecto al Mundo")[cita requerida]
- Premio del Libro de Oregón 2012: Premio de Literatura Gráfica del Pacific Northwest College of Art[cita requerida]

## Ediciones
- Sacco, Joe (2009). Notas al pie de Gaza, Jonathan Cape ,ISBN 0-8050-7347-7 . Jonathan Cape ,ISBN 0-224-07109-2. Reservoir Books, ISBN 978-84-397-2252-6

## Lectura adicional
- Chute, Hillary (2016). Disaster Drawn: Visual Witness, Comics, and Documentary Form. Harvard University Press. ISBN 9780674504516.